# Kerrova metrika

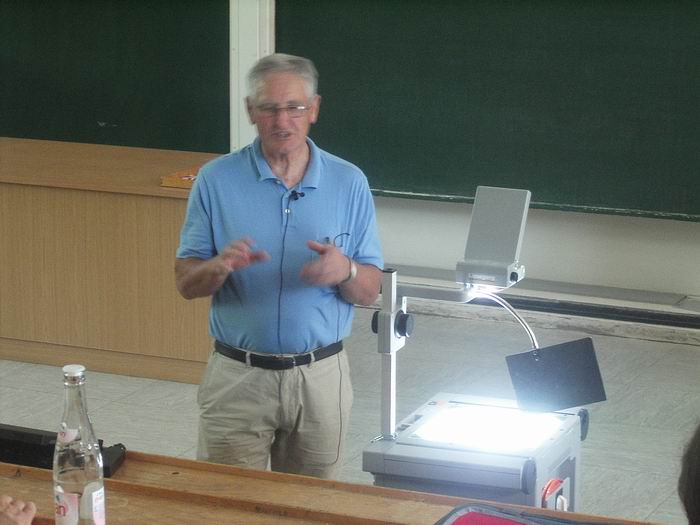
Roy Kerr

Kerrova metrika je stacionární, sféricky symetrické, vakuové řešení Einsteinových rovnic gravitace a popisuje prostoročas generovaný rotujícím hmotným tělesem. Toto řešení objevil roce 1963 novozélandský fyzik Roy Kerr.
Takové řešení je jednou z nejpřirozenějších interpretací prostoročasu v okolí kompaktních objektů, jako jsou neutronové hvězdy nebo černé díry. Toto tvrzení ostatně podporuje skutečnost, že energetické zdroje kvasarů a aktivních galaktických jader jsou dnes s určitou samozřejmostí akceptovány jako akreční disky okolo obřích černých děr a nenulový moment hybnosti u takových černých děr je tedy zřejmý.

## Metrika
Kerrova metrika zapsaná v Boyerových–Lindquistových souřadnicích má tvar
{\displaystyle \mathrm {d} s^{2}=-\left(1-{\frac {2Mr}{\Sigma }}\right)\mathrm {d} t^{2}+{\frac {4aMr\sin ^{2}\theta }{\Sigma }}\mathrm {d} t\mathrm {d} \phi +{\frac {\Sigma }{\Delta }}\mathrm {d} r^{2}} {\displaystyle +\Sigma \mathrm {d} \theta ^{2}+\left(r^{2}+a^{2}+{\frac {2a^{2}Mr\sin ^{2}\theta }{\Sigma }}\right)\sin ^{2}\theta \mathrm {d} \phi ^{2}}

kde
{\displaystyle \Delta =r^{2}-2Mr+a^{2}}

{\displaystyle \Sigma =r^{2}+a^{2}\cos ^{2}\theta }

kde
M je hmotnost tělesa generujícího tento prostoročas,
a je specifický moment hybnosti. Popisuje tedy rotaci černé díry.
uvažujeme přitom geometrické jednotky v nichž je c = G = 1.
Toto řešení se v případě nulového úhlového momentu hybnosti a redukuje na Schwarzchildovu černou díru.
Na druhou stranu, v případě že a = M, dostáváme tzv. extrémní černou díru, tedy černou díru, jejíž rotace má maximální možnou hodnotu. Za touto hranicí a > M těleso přestává být černou dírou a nazývá se nahá singularita.
Vzhledem k tomu, že Kerrovo řešení je axiálně symetrické a stacionární, je jeho zápis v Boyerových–Lindquistových souřadnicích nejjednodušeji interpretovatelný. Horizonty událostí Kerrovy černé díry najdeme z podmínky {\displaystyle \Delta =0}, jde tedy o místo, kde koeficient {\displaystyle \mathrm {d} r^{2}} diverguje. Stejně přirozeně nalezneme významnou oblast ergosféru skrytou mezi vnější horizont a plochu statické limity, tu lze nalézt z podmínky {\displaystyle 1-2Mr/\Sigma =0}, tedy jde o místo, kde koeficient {\displaystyle \mathrm {d} t^{2}} zcela vymizí.